# 張俊宏
張俊宏（1938年5月17日—），字景涵，臺灣南投縣南投市人，國立臺灣大學政治學系、國立臺灣大學政治學研究所畢業，民主進步黨政治人物，曾任《大學雜誌》執行人、《臺灣政論》總編輯、民間全民電視公司創辦人、第六屆臺灣省議員、臺灣政治經濟研究室創辦人、民主進步黨中央常務委員、民主進步黨秘書長、代理民主進步黨主席、第二至五屆立法委員、海峽交流基金會副董事長、城鄉改造環境保護基金會董事長。

## 家庭背景
張俊宏的父親張慶沛曾經當過20年國民小學校長，並且擔任過兩屆南投鎮鎮長.
祖先 張載

## 學歷
張俊宏於1957年考取國立台灣大學政治學系，畢業後於1964年在國立台灣大學政治學研究所取得碩士學位。

## 家庭
1967年，張俊宏與許榮淑結婚，育有一子張容彰與三女。

## 生平

### 早年經歷
- 張俊宏在中國國民黨的「吹台青」政策之下，前往中國國民黨中央委員會任職。
- 1964年於中華民國開國五十年文獻委員會與中華民國外交部合作編彙戰後外交史料。
- 1965年國立臺灣大學政治研究所畢業，提出“中日和平條約研究”論文。
- 1967年於中研院近史所擔任口述歷史工作。
- 1968年擔任世新講師，教授“中國政府”、“比較憲法”等課程。
- 1969年進入中國國民黨中央黨部並主編大學雜誌，發表“臺灣社會的分析”、“國是諍言”、“國事九論”。
- 1971年與其他知識份子共同發行《大學雜誌》，發表國是諍言，批判當時國民政府的法統問題與主權問題。
- 1972年與許信良等人共同寫作《台灣社會力的分析》一書，指出政治改革必須有根深柢固的社會基礎。應美國國務院一邀請，考察歐美制度。
- 1973年參選台北市議員，以些微選票敗北。因其主張民主之改革而不見容於國民黨，退黨競選市議員。北市議員競選首度公開提出“台獨”理念，並公開散發傳單，為恐怖時代首次公開以台獨挑戰。
- 1974年在落選後，任講師及雜誌編輯一職，亦在執政壓力下被辭退。
- 1975年與黃煌雄、黃明宗（黃華）等人創辦《台灣政論》雜誌，旋遭查禁。主編“臺灣政論”，發表“海洋國家之觀念”，但旋即被政府查禁，在執政當局處處相逼之下，毅然放下身段與黃華合力在西門町賣麵。
- 1976年以賣麵的收入，再創辦“這一代”雜誌，但亦逃不了查禁停刊的命運。
- 1977年於南投縣參選台灣省議員並且當選，與林義雄、余陳月瑛並稱「黨外十三人組」。之後，張俊宏出任《美麗島雜誌》總編輯。出版“景函選集”、“我的沉思與奮鬥”，進而競選南投省議員，最高票當選。
- 1978年余登發父子被捕，與許信良等同至高雄，首度遊街抗議實為街頭運動之始。

### 美麗島事件
- 1979年美麗島事件，為黨外人士包括施明德、林義雄、黃信介、許信良、呂秀蓮、陳菊、張俊宏、姚嘉文爭取民主和自由，涉嫌叛亂罪遭起訴。
- 1979年於美麗島事件中被捕，被軍事法庭判處八年有期徒刑。(美麗島事件的受難者)
- 1979年美麗島雜誌社創立，網羅了黨外的菁英，各分社如雨後春筍般成立，民意也沸騰到了極點。隨後，黨外菁英紛紛遭到政府逮捕入獄。
- 1984年與黃信介、姚嘉文，林弘宣四人于獄中發表美麗島受難者聲明，要求還政於民，從事監獄抗爭。
- 1987年坐牢八年後，與黃信介一同出獄發表“臺灣為世界島”之觀念。
- 1990年5月20日，李登輝就職中華民國第八任總統，同日簽署美麗島事件的特赦令，美麗島政治犯重獲自由。美麗島事件是台灣社會從封閉走向開放的一次歷史事件，此事使得台灣社會在政治、文化上都產生劇烈影響。

### 民主進步黨秘書長
- 1988年出獄後出任民主進步黨秘書長，並且成立「台灣政經研究室」，提出「地方包圍中央」策略，民進黨也在1989年的縣市長選舉中奪下六個縣市的縣市長。此外，並發表“到執政之路”主張以地方包圍中央之選舉策略，達到實質之執政，同年擔任秘書長，以該策略為民進黨贏得空前的大勝利，國民黨關中因此而下臺。
- 1990年，時任民進黨祕書長的張俊宏拒絕《首都早報》記者林國明出席其即將舉行的公開記者會，跑民進黨新聞的記者集體抵制該場記者會以聲援林國明，使該場記者會流會。
- 張俊宏在民進黨內被歸類為美麗島系的代表人物。
- 1990年首度提出總統制與總統直選主張與胡佛教授在自由時報舉行大辯論。
- 1990年6月參與國是會議，推動總統直選，並於會前整合在野意見彙編完成“民主大憲章”作為國是會議在野憲改的藍本。
- 1990年8月發表“臺灣的工商人”以經濟的觀點尋求臺灣未來的活路，發表“臺灣的危機與轉機”率先指出大陸問題與臺灣生存的重要性及分針。
- 1991年張俊宏出任民進黨不分區國大代表，並且於1992年於台北市當選立法委員；1993年張俊宏辭去民進黨秘書長一職。主辦民進黨系列－全國民間經濟會議及人民制憲會議，並完成臺灣憲革（民主大憲章），並出版“執政大道向前行”。
- 1992年：正式卸任秘書長一職，擔任不分區國代並角逐臺北市南區立委選舉，領導民進黨國民大會黨團，對抗國民黨一党修憲。
- 1993年至1996年：突破媒體壟斷，創設第一家地下電臺、電視臺，帶動媒體抗爭，推動農民年金、老人年金，落實社會福利，組織“超黨派調查國民黨黨產小組”，追討國民黨黨產。

### 參與民進黨台灣省長黨內初選
- 1994年參與民進黨台灣省長選舉黨內初選但敗於陳定南。

### 民進黨全國不分區立法委員
- 1995年起，張俊宏開始擔任民進黨全國不分區立法委員，並且於1998年、2001年獲得連任。

### 之後其他
- 1996年，施明德辭去民進黨主席之後，張俊宏曾經擔任民進黨代理主席。1998年，張俊宏參與民進黨第八屆黨主席選舉，但敗於林義雄。張俊宏也曾經組成新世紀國會辦公室進行黨內派系的運作，但並不成功。張俊宏也曾經參與組成民視電視公司與全民電通，以突破當時國民黨的媒體壟斷。

1997年
2月：以立法院總召集人身分推動以施明德為立法院院長候選人進行政治改革。
6月：政改－反對連戰續任行政院長。
7月：張俊宏、林豐喜、黃天福等立委召開記者會，指當時已進入覆判程序的江國慶案在審判過程中出現重大瑕疪，質疑江國慶是遭人構陷入獄，更呼籲法院重審此案、讓全案能夠真正地水落石出。（2011年，此案確定為江國慶冤死。）
9月：民間全民電視公司（民視）爆發民視楊憲宏調職爭議，輿論譁然；同月30日，張俊宏發布聲明稿，以「無法為錯誤決策背書」為由辭任民視副董事長，離開民視。
12月：積極推動參與，主導國家發展會議，成功促成修憲、廢省、共識。
1998年：第四屆不分區立法委員，為擔任2000年總統大選選戰指揮，投入黨主席競逐，思考民進黨改造方案，研議黨章修正案。期待2000年總統勝選，研議總統選制為“絕對多數制”的可行性。
1999年：成立新世紀國會辦公室。就解決所謂總統候選人“四年條款”的爭議，建請以黨員公投的方式，一並完成限制條款應否繼續存在，及產生最適合的難題。針對李登輝提出的“兩國論”引發兩岸關系緊張，領導新世紀辦公室提出建立兩岸“和平架構”的思考，推動“凍選國大”新憲條文入憲。
2000年，陳水扁當選中華民國總統當時張俊宏任總召集人，張俊宏曾經出任海基會副董事長。後張俊宏轉任環球電視董事長。
2000年：輔選民進黨總統候選人陳水扁競選和勝選。
2001年：推動“新台灣世紀發展計劃”，以提升台灣“國際化”的層次，建設台灣成“人盡其才”、“物盡其用”、“地盡其利”、“貨暢其流”的“世界島”。
2002年：第五屆不分區立法委員、出任海基會副董事長。
2003年9月2日，民進黨中執會公布媒體改革成果，張俊宏卻在中執會發表公開聲明稱，他已向環球電視董事會提出辭呈，但不被董事會接受，主要原因是環球電視有龐大債務，董事會找不到繼任董事長人選，「環球不像民視，民視是甜的，我們沒有人要」；張俊宏說，他努力找過繼任董事長人選，本月1日找來財力不錯的立委林文郎，但林文郎說「事到如今，我也無能為力」；張俊宏要求黨內同志替他想辦法，「誰能幫我解決問題，讓我退出媒體，就是我的恩人」。 
淡出政壇後，張俊宏以經商為主，加以其政治思想與民進黨漸行漸遠，而被黨內同志視為「孤鳥」。
2004年7月：研究發放民視股票。
2006年8月：成功順利發放民視股票。

### 批評民進黨
2007年5月18日，張俊宏批評，政黨輪替對台灣民主化是好事，但是民進黨執政七年來「只完成『打天下』的革命，沒有做到『治天下』的革命」，不僅失去當年帶領台灣人民走出威權統治的「黨外精神」，黨的領袖更缺乏氣魄與雄心去主導未來「政治中國」走向民主化的發展趨勢。他感嘆，民進黨執政七年來，只會在權力分配過程持續惡鬥，黨內初選只會講究政治純度，格局愈走愈小，執政者實在應向台灣人民悔罪。他又說，中國不可無「道」（民主），台灣不能無「德」（法治）。
2007年10月25日，張俊宏出席台灣農民黨與宏仁集團總裁王文洋主導召開的「第三勢力武林大會」，痛批「民進黨執政至今，謝罪不能了事，贖罪才能成事」。
2007年11月7日，張俊宏宣佈參加2008年中華民國總統大選，但最後並未登記參選。
2009年7月16日，張俊宏傳真一份聲明稿〈藍綠團結共治，一致對外救台灣〉給台灣各媒體，宣布他將參選南投縣長。
2009年8月6日，民進黨表示尊重張俊宏參選南投縣長。
2009年9月27日，張俊宏宣佈參選南投縣長，並在南投市成立競選總部。
2009年12月1日，張俊宏用絕食靜坐抗議手段，表示民進黨執政8年沒有好好處理台灣政權。 其絕食抗議行動在投票前數天即停止，並且最後選舉投票結果並未當選。
2020年12月10日，多位黨外運動人士於立法院群賢樓外舉辦「世界人權日，體檢當權者」記者會，張俊宏說，他們那一代所奮鬥出來的民主是人治、而不是法治的民主，這是非常危險的；今日的司法看似開放，卻仍有人一次又一次受到恐龍法官的無盡凌虐，讓他感到憂慮；美麗島事件過後已經三、四十年，台灣歷經幾次政黨輪替、卻都是迎來一個「新的舊時代」，這是有原因的，但執政者至今仍不敢面對。

### 保衛釣魚台
2013年7月21日，張俊宏出席台灣釣魚台光復會成立大會。
2013年8月14日下午，台灣建國聯盟、台灣釣魚台光復會、中華國家法治改造促進會等保釣運動團體在立法院舉行「還我釣魚台，共肇亞洲和平」記者會，張俊宏在會中表示：日前，日本海上自衛隊出雲號護衛艦舉行下水儀式，象徵宣告日本軍國主義再起；他呼籲台灣全民不分黨派，一起到日本交流協會台北事務所抗議，表達台灣人民絕不退讓的聲音。
2013年10月9日下午，台灣建國聯盟到國民黨中央黨部抗議，張俊宏也在場大談保衛釣魚台，現場台灣建國聯盟人士還高舉「還我釣魚台，大家一起來」標語。張俊宏表態支持中國國民黨主席馬英九，力爭釣魚台主權不能妥協；但他批評，馬英九政府與日本政府所簽署的台日漁業協議是「喪權辱國」，因為台日漁業協議簽訂後，雖然台灣漁船可以進入釣魚台海域作業，但是否越界卻都由日本來認定；一旦被扣船，罰款也都是繳給日本政府。張俊宏強調，既然釣魚台主權屬於台灣，那麼相關的認定應由我方來決定。

### 全民電通案判刑
2015年8月19日，因全民電通案，被判兩年徒刑。。

### 發行書籍
2011年8月: 正式發行《和平：中立的台灣》書籍；這是一部結束集權的和平兵法、民主力學「三牛」與「四遊」。
2015年1月：正式發行《文明再升級》書籍；內容厚達400頁。

### 推動民主二次革命
2017年1月19日，民進黨大老張俊宏，今天（1月19日）召開記者會，呼籲政府大赦天下，進行司法改革，才能凝聚民力，前民進黨主席許信良更向總統蔡英文喊話，應該在春節或適當時機，大赦司法受害者，救濟司法的不足。
民進黨大老張俊宏假釋出獄還不到1個月立刻召開記者會，為的就是台灣民主的二次革命。
城鄉改造環境保護基金會董事長張俊宏：「社會的力量必須要起來，社會的力量，第一個最大的力量，就是冤獄裡面，無能為力無助的這些囚犯，冤判的法官懷罪治國，繼續誤國的這些法官，他們內心裡的，懷罪治國的忐忑不安，使得整個國家不斷的墮落。」
張俊宏認為，台灣有高達84.6%的人，對司法不信任，不少人因此坐了冤獄，只有大赦天下，才能邁向轉型再生的大道。
前民進黨主席許信良：「我真的很誠懇的呼籲，我們民進黨政府蔡英文總統，真的應該考慮在春節，在一個適當時間，春節若來不及就適當時間，但是你應該考慮，需要特赦大赦，來不只救濟司法的弊病，給社會一個新的希望和開始。」
前民進黨主席許信良也呼籲，總統蔡英文在春節或適當時機，應該大赦司法受害者，才能真正落實司法改革。

### 呼籲籌備習蔡會
2017年10月，張俊宏舉行“中國十九大後－求是；兩岸和平對話－求真”記者會，恭賀中國十九大圓滿閉幕，張俊宏表示取得陳水扁前總統回覆誠摯呼籲請海峽兩岸領導人互訪，會中邀請中共總書記習近平蒞臨台灣，共商大亞洲與世界和平大計。張俊宏表示，希望以一年為期籌備習近平以及蔡英文總統的會面。

### 出面總統府陳情民主缺少法治改革是永遠的遺憾
2019年5月3日，因全民電通案再度一年多擬稿陳情總統府法治的問題，張俊宏在許信良與律師張靜等人陪同下前往總統府投案，隨後張俊宏因身體不適送往振興醫院，警方亦進行戒護，醫院檢查後認為張俊宏須以電腦斷層釐清其腦瘤狀況。5月10日，辦理出院並解送服刑。

## 爭議事件

### 全民電通案
在1999年至2003年間，張俊宏與其前女友林慧珍挪用全民電通公司資金，使全民電通虧損數億元，涉及掏空公司資產，遭檢方起訴。
2003年10月7日，張俊宏在新世紀辦公室召開「昔日打拼同志，如今何苦賣友求榮？」記者會，抨擊民進黨立法委員蔡同榮新書《民視與我》書中有關他及全民電通的內容都不是事實。2004年10月20日，全民電通爆發掏空案，全民電通監察人高文義向台北地檢署告發該公司被捲款新台幣上億元，該公司董事長張俊宏也連夜赴台北地檢署控告監察人林慧珍及財務顧問郭源泉侵占、背信罪。2004年10月22日，張俊宏透過其國會辦公室執行長王而立承認，該公司於過去五年內陸續發生掏空情形，他對掏空一事並不知情，但身為該公司負責人的他必須負起連帶責任，因此決定面對司法，已責成會計師清查確切的掏空金額。2005年7月2日，全民電通宣布解散、清算。2005年12月20日，全民電通股東自救會會長許華抨擊：「當年一萬五千名股東掏出血汗錢力挺民進黨，卻遭張俊宏等大老私相授受、挪用殆盡，令死忠支持者心寒。」 2006年6月6日，台北地檢署依背信與違反《證券交易法》等罪名起訴張俊宏、林慧珍等14名被告，並求處張俊宏有期徒刑七年、林慧珍有期徒刑六年；起訴書指出，張俊宏與林慧珍欺瞞全民電通董監事及股東，僅從該公司募得資金新台幣三十億元中挪出十億餘元入股民視，其餘二十億元則拿去從事不利該公司的投資。
2007年10月25日，台北地方法院依背信等罪名判處張俊宏有期徒刑11年、林慧珍有期徒刑11年3個月、郭源泉等10名同案被告有期徒刑三個月至三年不等。 2011年6月13日，台北地方法院認定張俊宏擅自指示會計人員將全民電通資金新台幣四千七百餘萬元借給高文義紓困，依背信罪判處張俊宏、高文義有期徒刑各一年十個月。2012年11月13日，台灣高等法院合議庭認為張俊宏涉犯《證券交易法》等6項罪名，改判張俊宏9年徒刑，林慧珍改判8年徒刑。
2014年2月13日，中華民國最高法院依違反《商業會計法》、《公司法》等罪，判處張俊宏有期徒刑2年7個月定讞；判決指出，張俊宏在擔任全民電通董事長期間，因夥同前女友林慧珍挪用公款，流入私人、名下公司，還用來投資寵物靈骨塔。
2014年4月1日，台北地檢署傳喚張俊宏發監執行，發監前夕因為撰寫《文明再升級》書籍，故未依時間報到聲請暫緩執行；台北地檢署開出拘票逕行拘提。之後台北地檢署經拘提無著，認定他已逃匿，發布通緝，期限至2032年（民國121年）。
2014年4月27日，張俊宏發監前夕因為撰寫《文明再升級》書籍，故未依時間報到；台北地檢署對張發布通緝後，向法院聲請沒入張當年涉案具保的刑事保證金新台幣100萬元獲准。
2014年因全民電通案件判刑3年8月定讞。2015年1月26日，張俊宏在撰寫《文明再升級》厚達400頁，出版後，他心願已了，因此出來面對司法、投案入監。
2016年12月獲准假釋。2017年3月又因違反《證券交易法》等罪遭判2年定讞，撤銷假釋列入前案刑期，合併應執行共5年7月徒刑。
2018年1月23日、2月23日，北檢2度傳喚他報到發監，但他均未現身。北檢開立拘票拘提未果，接著發布通緝。
2019年5月3日，
陳情書內容：
掀開一樁匪夷所思;違法亂紀的烏龍司法或是黑手加害人，公報 私仇，讓司法再度蒙羞，
矯正署長黃俊棠繼恐龍法官後突變的司法大 暴龍。
106 年 12 月 27 日 本人從北監出大門後的一年，也接受安保教育一 年，一道聖旨 矯正署黃俊棠的行政函件，命令必再入監服刑‧‧‧‧‧ 老朽再次走天涯，說來話長 一再的到處陳情控訴，在司法的銅牆鐵 壁，官官相護，而無門可訴，逼得老朽必賠上一命，為挽救這黑暗見 不到曙光的司法。 司法從極集威權到民主人權，司法竟比威權時的軍法更淒厲，每年有 300 案以上的蒙冤人在刀山、油鍋中翻鉸，台灣司法竟是百姓痛苦指 數的榜首......。密不見天日的司法叢林，枉顧人權，危害多少家庭、 家破人亡，含悲飲泣過日，甚之含恨而終。黑暗的司法，掩蓋了人性 光輝，法律言語的解釋，有罪無罪，上天堂、下地獄，生死大權，成 為恐龍法官心中喜好厭惡的自由心證，或趨炎附勢為權貴鬥爭者的鷹 犬。在臨走之前，我必揭露更多黑幕及劊子手，讓未來的司法人能重 拾尊嚴。遠路不須愁日暮，我已無路可走?
最後以最誠敬的心 感謝幫助我的恩人 同時祈禱上帝 原諒所有陷害我的人 我自己去見上帝即可!
民主老兵 張俊宏
張俊宏在總統府資政許信良與律師張靜、陳振瑋律師 等人陪同下現身總統府聲稱「司法已死」，並向總統府秘書長陳菊陳情，且還委任律師團表示希望公開受審，並採用人民審判制；後因身體不適由救護車送至振興醫院治療。其律師隨後於向記者表示，其主要訴求乃「希望用最後的生命，讓總統蔡英文知道台灣的司法到了非改革不可的地步。」總統府發言人隨後表示該單位依照陳情相關作業規定處理，且既非司法案件的投案機關，也非審理機關，對於司法案件沒有評論。5月9日台北地檢署發監執行入獄。

## 政治理論

### 一國一制
2007年5月18日，張俊宏公開倡議，海峽兩岸未來應可實行「一國一制」，共同推動民主直選。他強調，在全球政經情勢快速變遷之際，民進黨若只會搞台灣獨立，最後的命運只會走向更悲劇的「台灣孤立」。他說，台灣的政治領袖應展現氣魄與雄心壯志，延續台商過去二十年來對「經濟中國」發展的貢獻與影響力，帶領中國走向政治民主化；兩岸即刻三通、齊辦奧運、共同推動實現民主直選最高領導人，都是實踐目標的可行方案。他認為，阿拉伯小國的崛起，應讓兩岸獲得啟示：唯有超越統獨窠臼，共同謀求中國民主發展，始能有效確保兩岸和平與繁榮。
2007年6月11日，張俊宏在媒體刊登廣告〈一國一制、大破大立，中道百合、覺醒台灣〉，倡議台灣應該提出「一國一制」來回應中國政府的「一國兩制」。在廣告中，他指出，兩岸關係僵局在於「認同」問題，要解開國家認同就必須大破大立。他說，面對中國政府「一個中國」政策，馬英九的「一中各表」與謝長廷的「憲法一中」都是消極、逃避的對策，無法擺脫「一國兩制」緊箍咒。他說，只要北京當局願意推行「一制」，台灣接受「一國」不僅放心、也屬公平；當然，此「一制」指的就是民主、法治的現代管理。他強調，「道」是民主，「德」是法治，民主法治即為「中道之治」；中國既稱「中道之國」，當然不可無「道」。他說，一旦中國接受民主與法治的制度，則中國統一將繼歐洲和美國統一之後，帶動大亞洲的統一；成為其中一員的台灣，將與有榮焉，何懼之有？陸委會發布聲明回應，基於職責，對於各界人士或團體提出的看法、建言、甚至批評指教的意見，陸委會一向給予尊重；如有具體可行的建設性意見或興革建言，陸委會也會進一步研議參考。

## 年表
- 1964年：於五十年文獻委員會與外交部合作，編彙戰後外交史料。
- 1965年：台灣大學政治研究所畢業，提出「中日和平條約研究」論文。
- 1967年：中研院近史所，擔任口述歷史工作。
- 1968年：擔任世新講師，教授「中國政府」、「比較憲法」等課程。
- 1969年：進入中國國民黨中央黨部並主編大學雜誌，發表「台灣社會的分析」、「國是諍言」、「國事九論」。
- 1972年：應美國國務院一邀請，考察歐美制度。
- 1973年：因其主張民主之改革而不見容於國民黨，退黨競選市議員。北市議員競選首度公開提出「台獨」理念，並公開散發傳單，為國民黨恐怖時代首次公開以台獨挑戰。
- 1974年：在落選後，任講師及雜誌編輯一職，亦在執政壓力下被辭退。
- 1975年：主編「台灣政論」，發表「海洋國家之觀念」，但旋即被政府查禁，在執政當局處處相逼之下，毅然放下身段與黃華合力在西門町賣麵。
- 1976年：以賣麵的收入，再創辦「這一代」雜誌，但亦逃不了查禁停刊的命運。
- 1977年：出版「景函選集」、「我的沉思與奮鬥」，進而競選南投省議員，最高票當選。
- 1978年：余登發父子被捕，與許信良等同至高雄，首度遊街抗議實為街頭運動之始。
- 1979年：美麗島雜誌社創立，網羅了黨外的菁英，各分社如雨後春筍般成立，民意也沸騰到了極點。隨後，黨外菁英紛紛遭到政府逮捕入獄。
- 1984年：與黃信介、姚嘉文，林弘宣四人於獄中發表美麗島受難者聲明，要求還政於民，從事監獄抗爭。
- 1987年：坐牢八年後，與黃信介一同出獄發表「台灣為世界島」之觀念。
- 1988年：發表「到執政之路」主張以地方包圍中央之選舉策略，達到實質之執政，同年擔任秘書長，以該策略為民進黨贏得空前的大勝利，國民黨關中因此而下台。
- 1990年：
  - 2月：首度提出總統制與總統直選主張與胡佛教授在自由時報舉行大辯論。
  - 6月：參與國是會議，推動總統直選，並於會前整合在野意見彙編完成「民主大憲章」作為國是會議在野憲改的藍本。
  - 8月：發表「台灣的工商人」以經濟的觀點尋求台灣未來的活路，發表「台灣的危機與轉機」率先指出大陸問題與台灣生存的重要性及分針。
- 1991年：主辦民進黨系列－全國民間經濟會議及人民制憲會議，並完成台灣憲革（民主大憲章），並出版「執政大道向前行」。
- 1992年：正式卸任秘書長一職，擔任不分區國代並角逐台北市南區立委選舉，領導民進黨國民大會黨團，對抗國民黨一黨修憲。
- 1993年至1996年：突破媒體壟斷，創設第一家地下電台、電視台，帶動媒體抗爭，推動農民年金、老人年金，落實社會福利，組織「超黨派調查國民黨黨產小組」，追討國民黨黨產。
- 1996年：當選不分區立法委員，邁向執政大道。
- 1997年：
  - 2月：以立法院總召集人身分推動以施明德為立法院院長候選人進行政治改革。
  - 6月：政改－反對連戰續任行政院長。
  - 12月：積極推動參與，主導國家發展會議，成功促成修憲、廢省、共識。
- 1998年：第四屆不分區立法委員，為擔任2000年總統大選選戰指揮，投入黨主席競逐，思考民進黨改造方案，研議黨章修正案。期待2000年總統勝選，研議總統選制為「絕對多數制」的可行性。
- 1999年：成立新世紀國會辦公室。就解決總統候選人「四年條款」的爭議，建請以黨員公投的方式，一併完成限制條款應否繼續存在，及產生最適合的難題。針對李登輝提出的「兩國論」引發兩岸關係緊張，領導新世紀辦公室提出建立兩岸「和平架構」的思考，推動「凍選國大」新憲條文入憲。
- 2000年：輔選民進黨總統候選人陳水扁競選和勝選。
- 2001年  ：推動「新台灣世紀發展計劃」，以提昇台灣「國際化」的層次，建設台灣成「人盡其才」、「物盡其用」、「地盡其利」、「貨暢其流」的「世界島」。
- 2002年：第五屆不分區立法委員、出任海基會副董事長。
- 2004年7月：研究發放民視股票。
- 2006年8月：成功順利發放民視股票。
- 2011年8月: 正式發行《和平：中立的台灣》書籍；這是一部結束集權的和平兵法、民主力學「三牛」與「四遊」。
- 2015年1月：正式發行《文明再升級》書籍；內容厚達400頁。
- 2017年1月19日: 張俊宏 提出呼籲大赦天下 推動民主二次革命。
- 2017年11月12日: 張俊宏 發起 世界和平宣言 於圓山飯店舉辦發表會

## 外部連結
- 推動民主二次革命/張俊宏的Facebook專頁
- 世界和平宣言發表 「共管核能戰爭原料」.張俊宏的直播影片 facebook.2017年11月11日
- 張俊宏的Facebook專頁

| 政党职务      | 政党职务                                              | 政党职务      |
| ------------- | ----------------------------------------------------- | ------------- |
| 民主進步黨    |                                                       |               |
| 前任： 黃爾璇 | 民主進步黨秘書長 第二任 1988年11月28日－1992年3月31日 | 繼任： 陳師孟 |
| 前任： 施明德 | 民主進步黨主席 代理 1996年3月23日－1996年7月18日      | 繼任： 許信良 |